# Eickhorst
Eickhorst ist ein Ortsteil der Gemeinde Hille im Kreis Minden-Lübbecke in Ostwestfalen. Er liegt südlich des Mittellandkanals und nördlich des Wiehengebirges. Im Osten grenzt Eickhorst an den Ortsteil Unterlübbe, im Norden an Hille, im Westen an den Stadtteil Nettelstedt der Stadt Lübbecke und im Süden an den Ortsteil Oberlübbe. Die Bundesstraße 65 zieht sich in Ost-West-Richtung durch den Ortsteil und verbindet Eickhorst mit Minden und Lübbecke.

## Geschichte
Erstmals wird Eickhorst 1277 urkundlich erwähnt. Der Ort gehörte bis zu den Napoleonischen Kriegen zur Vogtei Berg und Bruch im Amt Hausberge des Fürstentums Minden. Von 1807 bis 1810 gehörte Eickhorst zum Kanton Hille des napoleonischen Satellitenstaats Königreich Westphalen. Von 1811 bis 1813 gehörte der Ort unmittelbar zu Frankreich und dort zur Mairie Hille im Arrondissement Minden des Departements der Oberen Ems. Eickhorst fiel 1813 wieder an Preußen und kam 1816 zum neuen Kreis Minden. Im Kreis Minden gehörte die Gemeinde zum Amt Hartum.
Bevor die Gemeinde bei der kommunalen Neugliederung am 1. Januar 1973 Teil der Gemeinde Hille wurde, hatte sie eine Fläche von 3,45 km² sowie 966 Einwohner (31. Dezember 1972). Am 31. Dezember 2020 wohnten hier 1086 Einwohner.

## Politik

### Ortsvorsteher
Die Bevölkerung von Eickhorst wird gegenüber Rat und Verwaltung der Gemeinde Hille seit 1973 durch einen Ortsvorsteher vertreten, der aufgrund des Wahlergebnisses vom Rat der Gemeinde Hille gewählt wird. Zurzeit (2013) ist Eberhard Peper Ortsvorsteher.

## Sehenswürdigkeiten

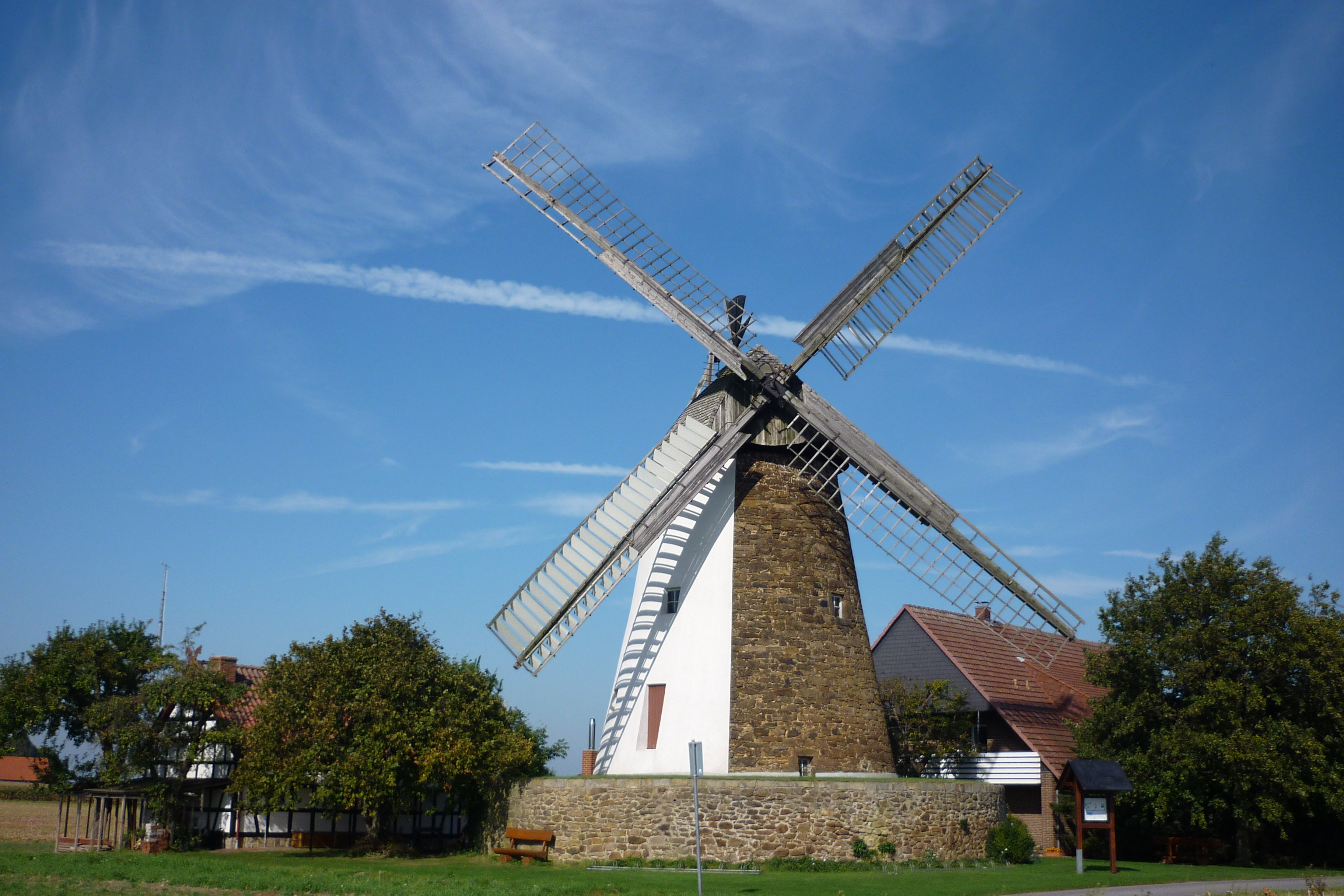
Windmühle Eickhorst 2011

### Windmühle Eickhorst
Der Wallholländer wurde 1848 erbaut. Der konische Mühlenturm wurde aus Bruchsteinen gemauert. An der Wetterseite wurde er verputzt. Der Mühlenturm ist von einem Erdwall umgeben. Dieser Wall wurde ebenfalls aus Bruchsteinen ummauert. Auch diese Mühle hat zur Unterstützung einen Motor, der seit 1909 die Mühle mit antreibt. Zusätzlich wurden an der Flügelanlage die Feldruten (das ist das Flügelpaar das vor den Hausruten zum Feld liegt), durch Jalousienflügel ersetzt, die einfacher zu bedienen waren.
Mit der Mühle gehört Eickhorst zur Westfälischen Mühlenstraße und zur Mühlenroute.

## Persönlichkeiten
- Wolfgang Tiemann (* 1952), Künstler